# György Matolcsy

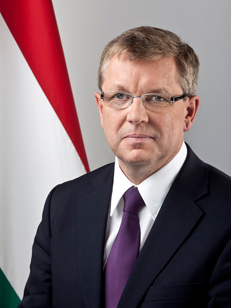
György Matolcsy (2011)

György Matolcsy (* 18. Juli 1955 in Budapest) ist ein ungarischer Politiker der Partei  Fidesz – Ungarischer Bürgerbund, ehemaliger Wirtschaftsminister und seit 2013 Präsident der Ungarischen Nationalbank.

## Leben
Matolcsy besuchte das Erzsébet-Szilágyi-Gymnasium in Budapest, an dem er sein Abitur machte. Anschließend studierte er an der Karl-Marx-Universität für Wirtschaftswissenschaften und erhielt 1977 das Diplom als Wirtschaftswissenschaftler. 1984 wurde er promoviert mit einer Arbeit über die Umwandlung ungarischer Staatsunternehmen in Holding-Gesellschaften. Vom 1. Januar 2000 bis 27. Mai 2002 war Matolcsy als Nachfolger von Attila Chikán Wirtschaftsminister von Ungarn im Kabinett Orbán I. Ihm folgte im Amt als Wirtschaftsminister 2002 István Csillag. Matolcsy war ab Mai 2010 wieder Wirtschaftsminister von Ungarn im Kabinett Orbán II. Seit April 2013 ist er Präsident der Ungarischen Nationalbank. Als Wirtschaftsexperte verfasste er eine Reihe von Büchern.
György Matolcsy ist verheiratet und Vater von drei Kindern.

## Schriften (Auswahl)
- Lábadozásunk évei – A magyar privatizáció. Trendek, tények, privatizációs példák. Privatizációs Kutatóintézet, Budapest 1991.
- Sokk (vagy kevés?) Akaprint, Budapest 1998.
- Élő emlékeink – a Széchenyi-terv világa. Válasz, Budapest 2002.
- Amerikai birodalom – a jövő forgatókönyvei. Válasz, Budapest 2004.
- Éllovasból sereghajtó – elveszett évek krónikája. Éghajlat, Budapest 2008.
- Egyensúly és növekedés – konszolidáció és stabilizáció Magyarországon, 2010–2014. Kairosz, Budapest 2015.
- Amerikai birodalom vs. európai álom – az euró kudarca.  Pallas Athéné Könyvkiadó, Budapest 2020.
- Egyensúly és növekedés, 2010–2019 – sereghajtóból újra éllovas. Magyar Nemzeti Bank, Budapest 2020.
- A végtelen élet – globális vitairat.  Pallas Athéné Könyvkiadó, Budapest 2021.
- Az idő mintázatai : az 1940-es és az 1970-es évek újraélése. Magyar Nemzeti Bank, Budapest 2022.
  - On the edge of times – the rerun of the 1940s and the 1970s. Übersetzt in die englische Sprache von Mária Thoroczkay-Szabó. Pallas Athéné Könyvkiadó, Budapest 2022.
- Olvasó-napló – válogatott írások. Pallas Athéné Könyvkiadó, Budapest 2022.
- Magyar jövőkép és stratégia, 2010–2030. Pallas Athéné Könyvkiadó, Budapest 2023.
- Hungarian vision and strategy, 2030/40. Übersetzt in die englische Sprache von Mária Thoroczkay-Szabó. Pallas Athéné Könyvkiadó, Budapest 2024.